# هوارد برينتون
هوارد برينتون (بالإنجليزية: Howard Brenton)‏ هو كاتب وكاتب مسرحي بريطاني، ولد في 13 ديسمبر 1942 في بورتسموث في الولايات المتحدة.

## وصلات خارجية
- هوارد برينتون على موقع IMDb (الإنجليزية)
- هوارد برينتون على موقع قاعدة بيانات الفيلم (الإنجليزية)